# Plano osculador
Um plano osculador é um plano bidimensional que cruza uma curva pertencente à {\displaystyle \mathbb {R} ^{3}} em certo ponto, em que se define a melhor aproximação da curva e da trajetória em dado ponto. Pode ser definido também como uma aproximação de um plano gerado por no mínimo três intersecções de uma curva, que estão muito perto ou que têm um limite tendendo a um único ponto. 

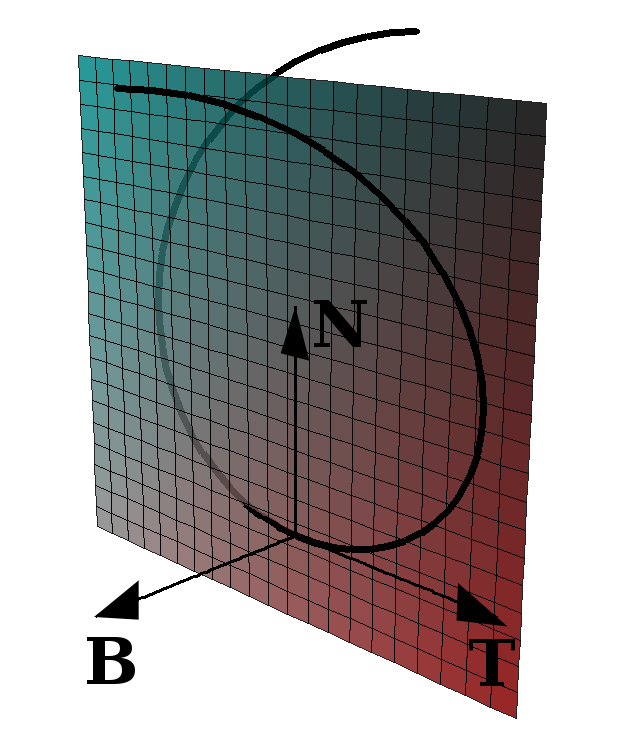
Plano osculador gerado pelos vetores Normal e Tangente, do triedro de Frenet-Serret.

Em termos de cálculo vetorial, um plano osculador é o espaço vetorial gerado pelos vetores Normal N e Tangente T, que são definidos pelo triedro de Frenet-Serret. O vetor Binormal sempre será perpendicular ao plano uma vez que {\displaystyle {\overrightarrow {B}}={\overrightarrow {T}}\times {\overrightarrow {N}}}. Dado um ponto arbitrário P em uma curva, pode-se calcular o raio de curvatura e assim encontrar o círculo de curvatura ou círculo osculador, pertencente ao plano osculador, que contêm, tanto o centro do círculo gerado, como também o ponto P.